# Liste der Bischöfe von Göteborg
Die folgenden Personen waren Bischöfe bzw. (bis 1664) Superintendenten von Göteborg (Schweden):

## Ordinarien

### Superintendenten
1. 1620–1628: Sylvester Johannis Phrygius
2. 1629–1647: Andreas Johannis Prytz
3. 1647–1664: Ericus Brunnius

### Bischöfe
1. 1665–1671: Zacharias Klingius
2. 1671–1678: Laurentius Thoreri Billichius
3. 1678–1689: Daniel Larsson Wallerius
4. 1689–1701: Johan Carlberg
5. 1701–1702: Georg Wallin der Ältere
6. 1701–1702: Laurentius Norrmannus (wurde ernannt und geweiht, trat aber das Amt nicht an)
7. 1703–1710: Olaus Nezelius
8. 1711–1725: Johan Poppelman
9. 1726–1731: Erik Benzelius der Jüngere
10. 1731–1744: Jakob Benzelius
11. 1745–1760: Georg Wallin der Jüngere
12. 1760–1780: Erik Lamberg
13. 1781–1819: Johan Wingård
14. 1818–1839: Carl Fredrik af Wingård
15. 1840–1856: Anders Bruhn
16. 1856–1888: Gustaf Daniel Björck
17. 1888–1929: Edvard Herman Rodhe
18. 1929–1948: Carl Block
19. 1949–1970: Bo Giertz
20. 1970–1991: Bertil Gärtner
21. 1991–2003: Lars Eckerdal
22. 2003–2011: Carl Axel Aurelius
23. 2011–2018: Per Eckerdal
24. seit 2018: Susanne Rappmann